# Pippa Hayward
Pippa Hayward (Dunedin, 23 de mayo de 1990) es una exjugadora neozelandesa de hockey sobre césped.

## Trayectoria
Hayward tuvo su primera participación olímpica en los Juegos Olímpicos de Río 2016. En el torneo llegó hasta las semifinales, pero perdió contra Reino Unido por 3 a 0. En el partido por la medalla de bronce perdió contra Alemania por 2 a 1.